# Dicymolomia
Dicymolomia és un gènere d'arnes de la família Crambidae.

## Taxonomia
- Dicymolomia diminutalis
- Dicymolomia grisea
- Dicymolomia julianalis (Walker, 1859)
- Dicymolomia metalliferalis (Packard, 1873)
- Dicymolomia metalophota (Hampson, 1897)
- Dicymolomia micropunctalis
- Dicymolomia opuntialis
- Dicymolomia rufifusalis (Hampson, 1912)